# رئيس وزراء جزر البهاما
رئيس وزراء جزر البهاما هو رئيس حكومة جزر البهاما. يتم تعيين رئيس الوزراء رسميًا في منصبه من قبل الحاكم العام لجزر الباهاما، الذي يمثل تشارلز الثالث، ملك جزر الباهاما (رئيس الدولة البهامية).
تحتوي المقالة التالية على قائمة رؤساء وزراء جزر البهاما، منذ إنشاء منصب رئيس وزراء جزر البهاما في عام 1955 وحتى يومنا هذا.

## الأساس الدستوري
بموجب المادة 72 من دستور جزر البهاما، يتعين على الحاكم العام لجزر البهاما تعيين "عضو مجلس النواب الذي يتزعم الحزب الذي يحظى بدعم أغلبية أعضاء ذلك المجلس". في حالة وجود برلمان معلق، يجب على الحاكم العام تعيين العضو "الذي من المرجح أن يحظى بدعم أغلبية أعضاء ذلك المجلس".

### اليمين الرسمي
| « | "أنا، بعد أن عُيِّنتُ رئيسًا للوزراء، أقسم أنني سأقدم بكل حرية، وفي جميع الأوقات عندما يُطلب مني ذلك، مشورتي ونصائحي إلى الحاكم العام (أو أي شخص آخر يؤدي في الوقت الحالي وظائف ذلك المنصب بشكل قانوني) من أجل الإدارة الجيدة للشؤون العامة لجزر الباهاما، وأقسم أيضًا أنني لن أفشي لأي سبب وفي أي وقت المشورة أو النصيحة أو الرأي أو التصويت لأي وزير أو سكرتير برلماني معين وأنني لن أفشي بشكل مباشر أو غير مباشر، إلا بموافقة مجلس الوزراء وإلى الحد الذي قد يكون مطلوبًا للإدارة الجيدة لشؤون جزر الباهاما، أعمال أو إجراءات مجلس الوزراء أو طبيعة أو محتويات أي مستندات تم إبلاغي بها كرئيس للوزراء أو أي مسألة تصل إلى علمي بصفتي رئيسًا للوزراء، وأنني سأكون في كل شيء رئيس وزراء صادقًا ومخلصًا. فليعينني الله." | » |

## مكتب رئيس الوزراء
رئيس وزراء جزر البهاما هو رئيس حكومة جزر البهاما. تشمل واجبات رئيس الوزراء ما يلي:
- مكتب رئيس الوزراء
- دائرة الأراضي والمساحة
- دائرة الطباعة الحكومية
- قسم الإحصاء
- خدمات معلومات جزر البهاما
- المجلس الاقتصادي الوطني
- الترويج وتسهيل الاستثمار
- التنمية في الجزر العائلية

تشمل الوكالات التابعة لرئيس الوزراء ما يلي:
- دائرة الأراضي والمساحة
- الأراضي والمساحة
- الاستحواذ على الأراضي
- إدارة الحكومة المحلية
- العلاقات مع هيئات الحكومة المحلية
- جمعيات التحسين المحلية

## قائمة رؤساء حكومات جزر البهاما (1955-حتى الآن)
الأحزاب السياسية

### رئيس وزراء جزر البهاما (1955-1964)
| رقم | صورة | الاسم (الولادة-الموت)            | الانتخابات | مدة ولاية     | مدة ولاية    | مدة ولاية       | الحزب السياسي |
| رقم | صورة | الاسم (الولادة-الموت)            | الانتخابات | لقد تولى منصب | مكتب اليسار  | الوقت في المنصب | الحزب السياسي |
| --- | ---- | -------------------------------- | ---------- | ------------- | ------------ | --------------- | ------------- |
| 1   |      | السير رولاند سيمونيت (1898–1980) | 1962       | 1955          | 7 يناير 1964 | 9 سنوات         | (ب)           |

### رؤساء وزراء جزر الباهاما (1964–1969)
| رقم | صورة | الاسم (الولادة-الموت)            | الانتخابات | مدة ولاية     | مدة ولاية     | مدة ولاية         | الحزب السياسي |
| رقم | صورة | الاسم (الولادة-الموت)            | الانتخابات | لقد تولى منصب | مكتب اليسار   | الوقت في المنصب   | الحزب السياسي |
| --- | ---- | -------------------------------- | ---------- | ------------- | ------------- | ----------------- | ------------- |
| (1) |      | السير رولاند سيمونيت (1898–1980) | -أجل       | 7 يناير 1964  | 16 يناير 1967 | 3 سنوات و9 أيام   | (ب)           |
| 2   |      | (ليندن بيندلينغ) (1930–2000)     | 1967 1968  | 16 يناير 1967 | 10 مايو 1969  | 2 سنوات و114 أيام | (ب)           |

### رئيس وزراء كومنولث جزر الباهاما (1969–1973)
| رقم | صورة | الاسم (الولادة-الموت)        | الانتخابات | مدة ولاية     | مدة ولاية     | مدة ولاية        | الحزب السياسي |
| رقم | صورة | الاسم (الولادة-الموت)        | الانتخابات | لقد تولى منصب | مكتب اليسار   | الوقت في المنصب  | الحزب السياسي |
| --- | ---- | ---------------------------- | ---------- | ------------- | ------------- | ---------------- | ------------- |
| 1   |      | (ليندن بيندلينغ) (1930–1992) | 1972       | 10 مايو 1969  | 10 يوليو 1973 | 4 سنوات و61 أيام | (ب)           |

### رئيس وزراء دولة الكومنولث للجزر البهاما (1973-حاضر)
| رقم | صورة | الاسم (الولادة-الموت)        | الانتخابات     | مدة ولاية      | مدة ولاية      | مدة ولاية         | الحزب السياسي |
| رقم | صورة | الاسم (الولادة-الموت)        | الانتخابات     | لقد تولى منصب  | مكتب اليسار    | الوقت في المنصب   | الحزب السياسي |
| --- | ---- | ---------------------------- | -------------- | -------------- | -------------- | ----------------- | ------------- |
| 1   |      | (ليندن بيندلينغ) (1930–2000) | 1977 1982 1987 | 10 يوليو 1973  | 21 أغسطس 1992  | 19 سنوات و42 أيام | (ب)           |
| 2   |      | هوبرت إنجراهام (وُلِدّ 1947)    | 1992 1997      | 21 أغسطس 1992  | 3 أيار 2002    | 9 سنوات و255 أيام | الـ "إف.ن.م"  |
| 3   |      | بيري كريستي (وُلِدّ 1943)       | 2002           | 3 أيار 2002    | 4 مايو 2007    | 5 سنوات و1 يوم    | (ب)           |
| (2) |      | هوبرت إنجراهام (وُلِدّ 1947)    | 2007           | 4 مايو 2007    | 8 مايو 2012    | 5 سنوات و4 أيام   | الـ "إف.ن.م"  |
| (3) |      | بيري كريستي (وُلِدّ 1943)       | 2012           | 8 مايو 2012    | 11 مايو 2017   | 5 سنوات و3 أيام   | (ب)           |
| 4   |      | هوبرت مينيس (وُلِدّ 1954)       | 2017           | 11 مايو 2017   | 17 سبتمبر 2021 | 4 سنوات و128 أيام | الـ "إف.ن.م"  |
| 5   |      | فيليب ديفيس (وُلِدّ 1951)       | 2021           | 17 سبتمبر 2021 | الموظف         | 3 سنوات و284 أيام | (ب)           |

## خط زمني
هذه جدول زمني مُعبر عن عمر رئيس وزراء جزر البهاما يتم سردها حسب ترتيب منصبها (تظهر إنجراهام وكريستي حسب أول دورات رئيسة وزراء لهم).

## نواب رئيس الوزراء
إنشأ هذا المنصب رسميًا في 20 فبراير 1968.
- آرثر ديون "م" حنا 1968-1984
- كليمنت ت. ماينارد 1985-1992
- أورفيل تورنكويست 1992-1995
- فرانك واتسون 1995-2002
- سينثيا أ. برات 2002–2007
- برنت سيمونيت 2007–2012
- فيليب ديفيس 2012–2017
- بيتر تورنكويست 2017-2020
- ديزموند بانيستر 2020-2021
- تشيستر كوبر 2021–حتى الآن